# شان رونی
شان مایکل رونی (به انگلیسی: Sean Michael Rooney) (زاده ۱۳ نوامبر ۱۹۸۲ در ایلی‌نوی) بازیکن و کاپیتان تیم ملی والیبال ایالات متحده آمریکا است. رونی به همراه تیم ملی آمریکا توانست مدال طلا المپیک ۲۰۰۸ را به دست آورد. او از ستاره های تیم ملی آمریکا است.